# 티키노
티키노(TICINO)는 1939년 부마 어스내이져스(Athanasius)와 모마 테라(Terra) 사이에서 태어난 독일산 명마이다. 독일산 중에서 가장 중요하고 대중의 관심을 끌었던 이 말은 독일말의 우수성을 외부세계로 알린 선두주자였다. 티키노는 2세부터 5세까지 4년 동안 경주마로 활약하였는데 그 당시 제2차 세계대전의 발발로 인하여 그의 활동범위는 독일과 오스트리아에 제한되었다. 생애 통산 21전 14승의 우수한 성적을 거두었던 티키노는 경주마로서의 활약 마지막 해인 5세 때는 7전 7승 전승을 거둠으로써 자신의 전성기를 구가하였다.
주요 경력으로는 독일 더비(German Derby) 우승, 베를린 대상경주(Grosser Preis Von Berlin) 3회 우승 등을 들 수 있다. 퇴역 후 종마로서 활동에 들어간 티키노는 16세 때 생식 능력이 없어지기 전까지 9년 동안 독일 종모마 목록의 필두를 차지했으며, 수많은 클래식 우승마를 배출해내었다.
니덜랜드(Niederlander)는 티키노의 자손 중 가장 다재다능하고 강력한 힘을 지녔고 네카르(Neckar)는 가장 우아하고 세련된 말이었다. 특히 네카르는 이태리 더비(Italian Derby) 우승마이자 도르멜로(Dormello)에서 종마로서 상당히 성공을 거두었던 호거스(Hogarth)를 배출시킴으로써 티키노의 부계혈맥을 계승시킨 첫 번째 말이었다. 네카르 다음으로 오르시니(Orsini) 또한 4두의 독일 더비 우승마를 배출하는 등 훌륭한 종부성과를 올려 종마로써 티키노의 명성을 더욱 빛나게 했다. 이러한 독일 더비 우승마들과는 별도로 티키노는 몇 두의 우수한 암망아지를 배출하였는데 이중 최고가 벨라 파올라(Bella Paola)였다. 이 말은 프랑스에서 활약하여 1000기니, 오크스(Oaks), 챔피언 스테이크스 등에서 우승을 차지하였으며 명마 폴라 벨라(Polla Bella)의 모마이기도 하다.